# Kurumi Yonao
Kurumi Yonao –en japonés, 與猶くるみ, Yonao Kurumi– (Toyoake, 1 de diciembre de 1992) es una deportista japonesa que compitió en bádminton. Ganó una medalla de bronce en el Campeonato Mundial de Bádminton de 2015, en la prueba de dobles.

## Palmarés internacional
| Campeonato Mundial | Campeonato Mundial  | Campeonato Mundial | Campeonato Mundial |
| Año                | Lugar               | Medalla            | Prueba             |
| ------------------ | ------------------- | ------------------ | ------------------ |
| 2015               | Yakarta (Indonesia) | Medalla de bronce  | Dobles             |